# Interlaken (New Jersey)
Pour les articles homonymes, voir Interlaken (homonymie).
Interlaken est un borough situé dans le comté de Monmouth, dans l'État du New Jersey, aux États-Unis.

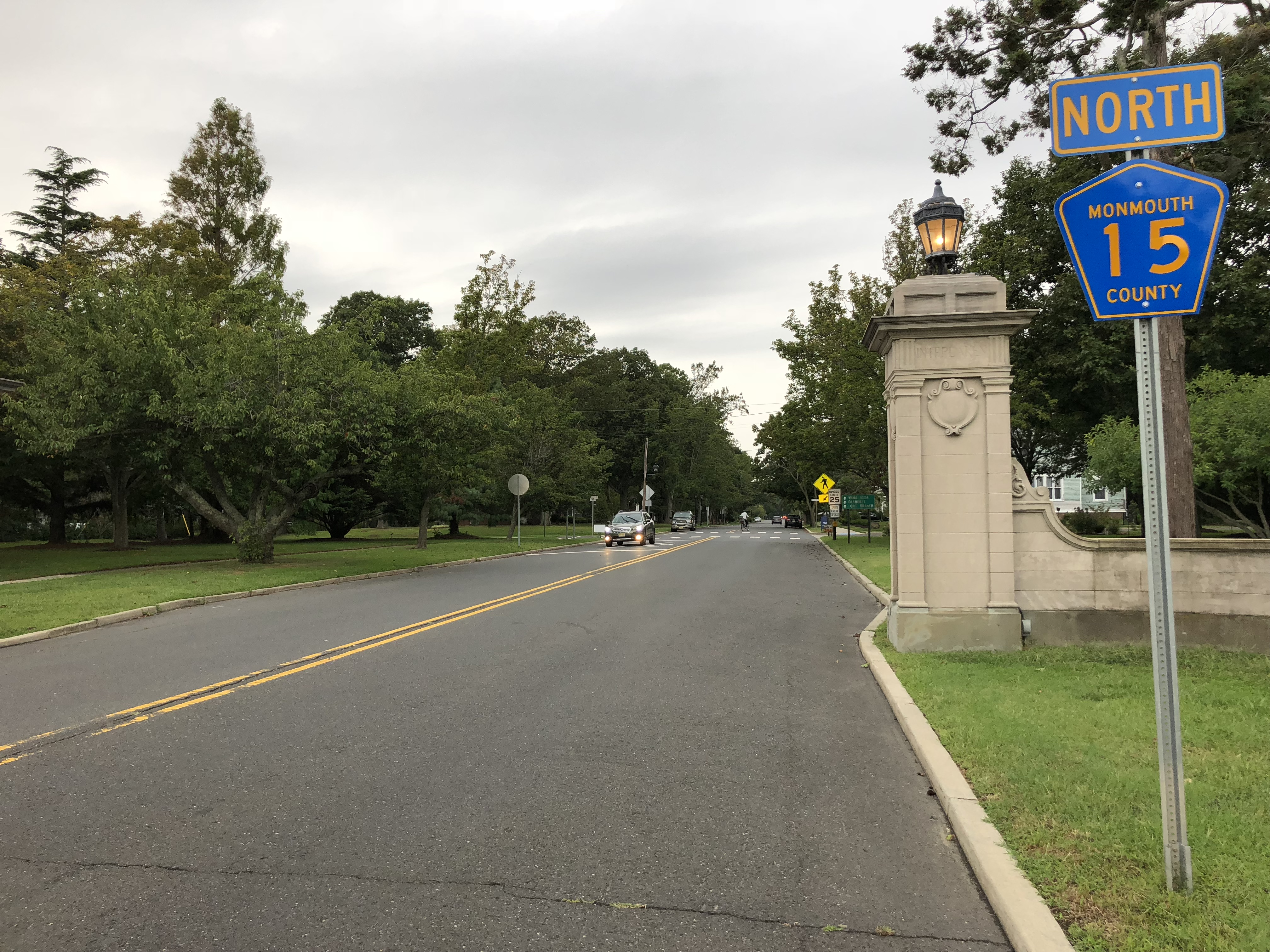
CR 15 entrant à Interlaken